# 1982 au Yukon
Chronologie du Yukon
- 1978
- 1979
- 1980
- 1981
- 1982
- 1983
- 1984
- 1985
- 1986

Cette page concerne des événements d'actualité qui se sont produits durant l'année 1982 dans le territoire canadien du Yukon.

## Politique
- Premier ministre : Chris Pearson (Parti progressiste-conservateur)
- Chef de l'Opposition officielle : Tony Penikett (NPD)
- Commissaire : Douglas Bell (en)
- Législature : 24e puis 25e

## Événements
- Fermeture du chemin de fer de Carcross (en).
- Fondation de l'Association franco-yukonnaise. André Côté devient le premier président de cette association[1].
- Une éditrice de la presse Whitehorse Star, Flo Whyard (en) devient le 10e maire de Whitehorse.
- 7 juin : Le Parti progressiste-conservateur de Chris Pearson remporte l'élection générale pour un deuxième mandat majorité avec comme habitude dix sièges contre le NPD de Tony Penikett avec six sièges de plus à l'Opposition officielle. Le Parti libéral est rayé de la carte et le chef du parti Ron Veale n'a cependant pas démissionné.

## Naissances
- 14 septembre : Gérard Dicaire (d), joueur de hockey sur glace.
- 14 novembre : Zachary Bell, coureur cycliste.

## Décès
- 12 février : Victor Jory, acteur (º 23 novembre 1902)